# المستوطنون (فلم)
المستوطنون هو فيلم بريطاني من فئة الخيال العلمي لعام 2021 من تأليف وإخراج وايت روكفلر.
كان عرضه العالمي الأول في مهرجان تريبيكا السينمائي في 18 يونيو 2021. ومن المقرر أن يصدر في 23 يوليو 2021 في الولايات المتحدة من قبل آي إف سي فيلمز.

## القصة
أحداث القصة في المستقبل، أبطالها هم لاجئون من الأرض استقروا على المريخ ويعيشون حياة محفوفة بالمخاطر . بالنسبة لهم، كل شيء يتغير عندما تظهر مجموعة من المسلحين.

## طاقم التمثيل
- صوفيا بوتله بدور إلسا [1]
- نيل تايغر فري بدور ريمي
- جوني لي ميلر في دور رضا
- إسماعيل كروز كوردوفا في دور جيري
- بروكلين برينس بدور ريمي

## الأصدار
في أبريل 2021 ، حصلت آي إف سي فيلمز على حقوق التوزيع الأمريكية للفيلم.  تم عرض الفيلم لأول مرة في العالم في مهرجان تريبيكا السينمائي في 18 يونيو 2021.  ومن المقرر أن يصدر في 23 يوليو 2021. 

## روابط خارجية
- المستوطنون  في قاعدة بيانات الأفلام على الإنترنت (بالإنجليزية)
- المستوطنون (فلم) في روتن توميتوز.